# Lepidodactylus aureolineatus
Lepidodactylus aureolineatus — вид геконоподібних ящірок родини геконових (Gekkonidae). Ендемік Філіппін.

## Поширення і екологія
Lepidodactylus aureolineatus мешкають на островах Мінданао, Каміґуїн-Сур, Басілан, Самар, Мантіг, Лейте, Себу і Сіаргао. Вони живуть у вологих рівнинних і гірських тропічних лісах, в панданових і папоротевих заростях та в кокосових гаях. Зустрічаються на висоті до 1200 м над рівнем моря.